# Eurostar Italia

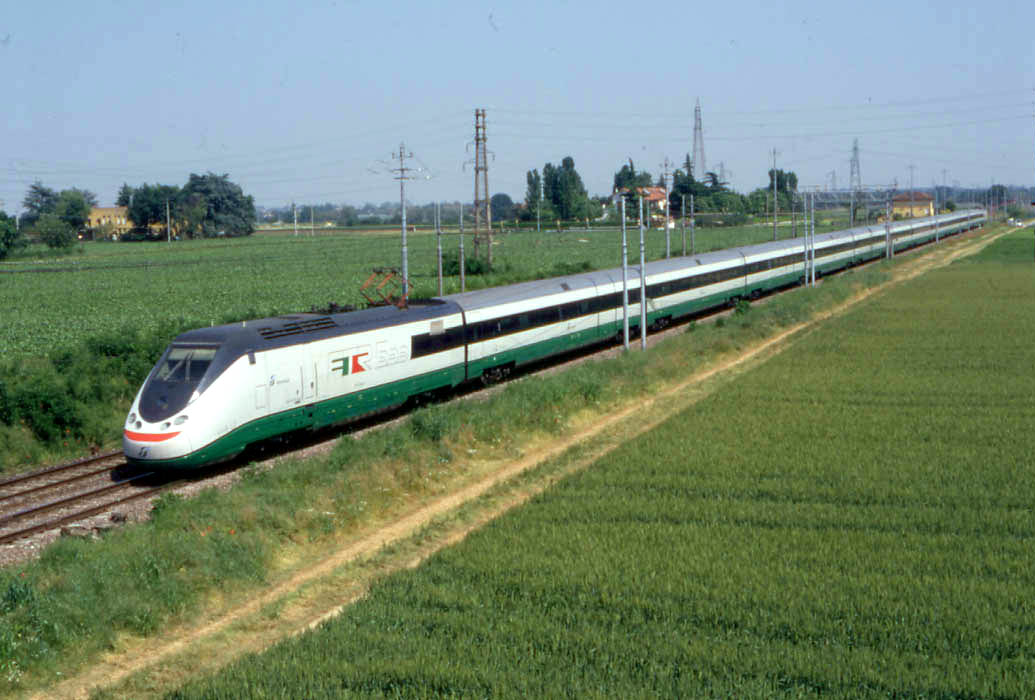
Поїзд Eurostar на околиці Імоли

Eurostar Italia — франшиза високошвидкісних поїздів, під орудою Trenitalia, Італія. 
Франшиза була припинена і замінена на Le Frecce у грудні 2012 року.
Назва Eurostar використовується за ліцензією компанії Iveco, що володіє торговою маркою і використала її як назву однієї зі своїх вантажівок. Незважаючи на ідентичну назву, Eurostar Italia не має відношення до однойменного поїзда, що курсує тунелем під Ла-Маншем.

## Опис
Потяги Eurostar курсують між головними містами Італії. Використовуються швидкісні поїзди серій ETR 450/460/480 і 500. Хоча деякі із зазначених серій поїздів здатні досягати швидкості 300 км/год, реальна швидкість на маршруті сильно залежить від лінії. В даний час в Італії жоден з потягів Eurostar не експлуатується на швидкостях вище 250 км/год, за винятком ETR 500 в новій версії AV на лініях Рим-Неаполь і Мілан-Турин. Потяги серій ETR 450/460/480 (де ET означає Elettrotreno — електропоїзд, а R — rapido — швидкісний) мають систему, яка нахиляє вагон відносно вертикальної осі для компенсації відцентрової сили, що виникає під час руху поїзда в кривій. Поїзди серії ETR 500 цієї системи не мають, тому не можуть експлуатуватися на всіх лініях, але виявляють свої найкращі характеристики на прямих модернізованих швидкісних лініях. Поїзди ETR з системою нахилу дозволяють розвивати швидкості на 15% вище, ніж поїзди без цієї системи, на звичайних не модернізованих лініях. Відповідно, вони мають перевагу при експлуатації в гірській місцевості, до якої відноситься значна частина території Італії.
Потяг Eurostar ETR 450/460/480 складається з 9 вагонів, з яких 8 моторних для поїздів серії 450, і 6 для поїздів серій 460/480. Відповідно, в поїздах серії 450 присутній 1 немоторний вагон, а в серіях 460/480 їх 3. При цьому в обох випадках вони розташовані в середині потягу. У серії 500, навпаки, моторних вагонів тільки 2, і вони розташовані в голові і у хвості потягу, що складається з 12-ти вагонів. В даний час поїзди серії 450 експлуатуються з відключеною системою нахилу вагонів, тому їхня швидкість на лінії обмежена 200 км/год.
Потяги серії ETR 500 двосистемні, тобто розраховані на експлуатацію одночасно в різних мережах: змінного струму при напрузі 25000 В/50 Гц і постійного струму при напрузі 3000 В. Потяги серії ETR 480, обладнані трансформаторами і пантографами на 25000 В/50 Гц носять індекс ETR 485. Ця модифікація була зроблена вже на стадії виробництва 15 потягів. Більша частина залізниць в Італії живиться постійним струмом напругою 3000 В. На сьогоднішній день здійснюється частковий перехід на живлення змінним струмом напругою 25000 В, що забезпечує помітну економію при експлуатації та обслуговуванні поїздів, а також економію на інфраструктурі ліній електропередачі.

## Eurostar City Italia
З 10 грудня 2006 замість деяких серій поїздів Eurostar в експлуатацію введено потяги «Eurostar City Italia». Нові потяги пропонують пасажирам вищий комфорт, ніж поїзди Intercity, а вартість проїзду на них нижча, ніж в поїздах Eurostar. Поїзди «Eurostar City Italia» складаються з вагонів традиційної системи, а саме з вагонів типу «Gran Comfort» і UIC-Z1, переобладнаних відповідно до проекту побудови нових вагонів типу IC901. Зовні і зсередини вагони оформлені таким чином, щоб мінімально відрізнятися від вагонів поїздів серії Eurostar. Вагони в потязі будуть розташовуються поміж двох локомотивів типу E.414, які являють собою модернізовані E.404 перших випусків (використовуються у потягах Eurostar ETR 500). Поки E.414 не прийняті в експлуатацію, потяги використовуються з локомотивами E.444R і E.402A, так само в розфарбуванні Eurostar.

## Pendolino

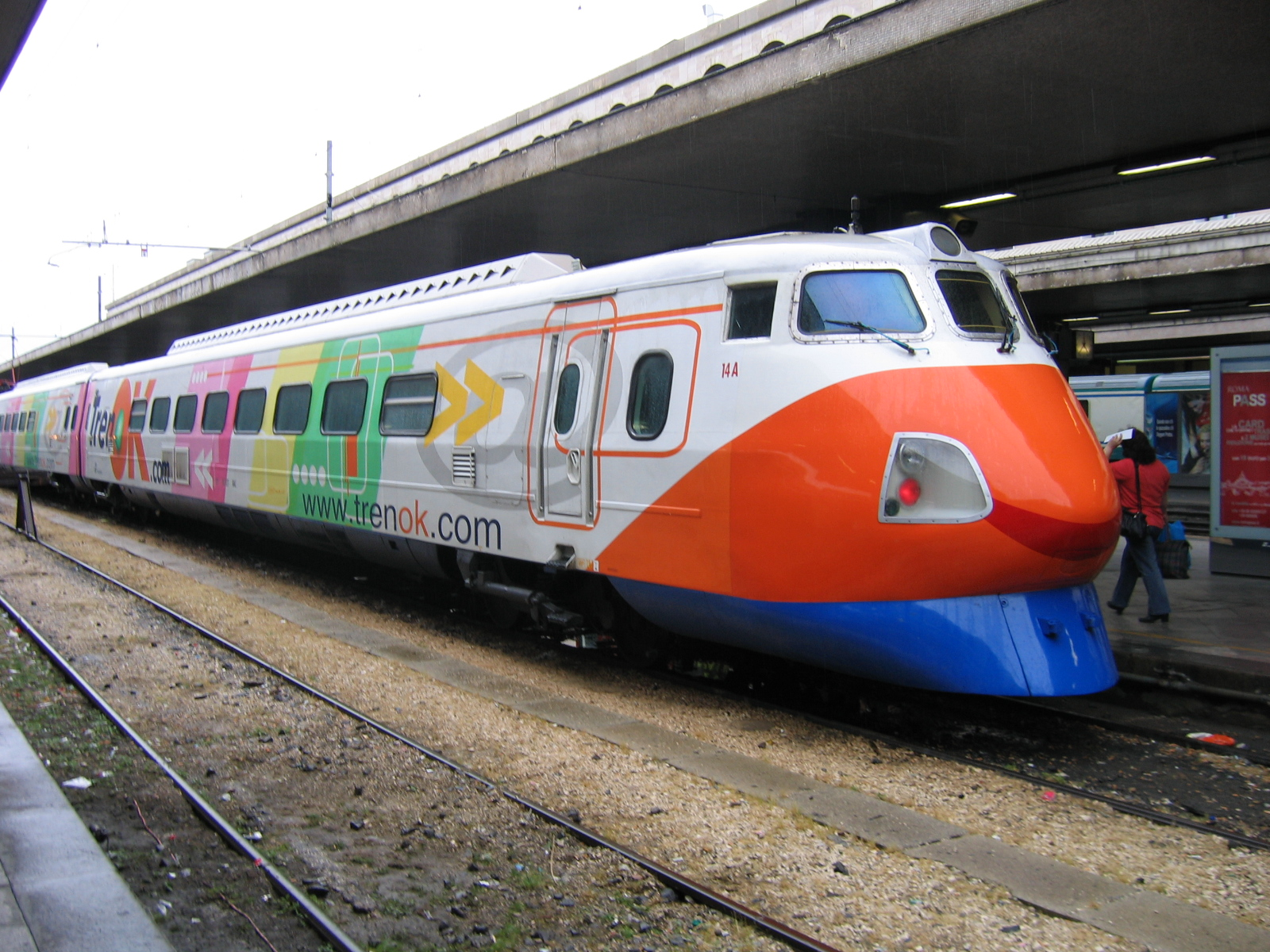
ETR 450

Термін «Pendolino» походить від слова «pendolo» — маятник. Таке прізвисько поїзди Eurostar отримали за застосовану в них систему, що дозволяє вагонам нахиляться в повороті відносно вертикальної осі. Потяги були розроблені і випускалися на підприємствах колишнього Fiat Ferroviaria в місті Савільяно, які в даний час належать компанії Alstom.
Максимальний нахил у 8 градусів (10 для серії ETR 401) дозволяє підвищити допустиму швидкість в повороті на 30% по відношенню до звичайних поїздів, компенсуючи при цьому відцентрове прискорення до 1,35 м/с². Термін «Pendolino» є зареєстрованою торговою маркою, і об'єднує та ідентифікує всі поїзди, вироблені компанією Fiat Ferroviaria, які оснащені системою нахилу в повороті.
Поїзди «Pendolino» експлуатуються в Італії: серії ETR 401 (забарвлення біло-зелене), ETR 450, ETR 460 і ETR480, що мають біло-червоне оформлення, і ETR 470, мають біло-блакитне забарвлення і належать компанії Cisalpino. Потяги ETR 470 дозволили збільшити швидкість руху на найбільш важких ділянках, з великою кількістю крутих S-подібних поворотів, не модернізуючи залізничні колії. Серія ETR 480 поступово дообладнується апаратурою для живлення від змінного струму (25000 В, 50 Гц) для забезпечення можливості їх роботи на нових швидкісних лініях. В даний час в Італії залишилося мало поїздів, в яких система зміни нахилу в повороті задіяна. Це пов'язано з тим, що обслуговування гіроскопів і системи зменшення дорожнього просвіту є дорогим і складним. Найчастіше візки вагонів заблоковані в положенні 0 градусів. Нове покоління швидкісних поїздів Eurostar ETR 500 даною системою не обладнані.
В даний час поїзди Eurostar експлуатуються на території Німеччині, Швейцарії, Фінляндії, Італії, Португалії, Чехії і Словенії. Йде підготовка версії для Китаю.